# Guivi Sissaouri
Guivi Sissaouri (n. 15 aprilie 1971, Tbilisi, Republica Sovietică Socialistă Gruzină, URSS) este un luptător ce a reprezentat Georgia, medaliat olimpic. A participat la 3 ediții ale Jocurilor Olimpice (1996, 2000, 2004) în care a câștigat o medalie de argint.